# Jordan (canción)
Jordan es una canción del virtuoso guitarrista americano Buckethead. Originalmente estuvo como una canción tocable en el Videojuego de música Guitar Hero II. "Jordan" fue oficialmente lanzado como un sencillo descargable vía iTunes el 18 de agosto de 2009

## Fondo
La anterior a la inclusión de la versión de estudio de "Jordan" en el Guitar Hero II, la canción fue tocada en vivo por Buckethead en varios shows. Mientras tocaba la canción, Buckethead omitía los solos y tocar otra canción (a menudo "Post Office Buddy" de Giant Robot) una serie de canciones o una improvisación. Uno de los primeros en vivo de esta canción fue lanzado como "Vertebrae" en el álbum en vivo de Praxis, Tennessee 2004, en 2007. Desde el lanzamiento de la versión de estudio, Buckethead ha sido a menudo ha incluido el solo en sus actuaciones en vivo de Jordan.
Una versión alternativa de "Jordan" fue recreada específicamente para el videojuego Guitar Hero II. Es considerada una de las canciones más difíciles de tocar en las series en modo Experto, merecido por la complejidad de sus solos de guitarra, particularmente en las secciones de "Solo de Guitarra B" y el "Solo de Guitarra C". En la versión de Xbox 360, el "Patea el premio de Bucket" es un logro digno 30 en la puntuación del jugador y es premiado por completar la dificultad experto.
Las partes rápidas de Tapping del solo alcanzan aproximadamente 15.47 notas por segundo (32 notas @ o 116 BPM en un compás de 4/4). En esta parte del solo, Buckethead pisa las notas usando solo su mano izquierda, en lugar de recurrir al tapping a dos manos.
la parte recogida del solo alcanzan una velocidad de 11.6 notas por segundo (16 notas triples por segundo @ 116 BPM en un compás de 4/4).
El guitarrista residente Marcus Henderson de la franquicia de Guitar Hero comenzó a decir que Buckethead siente que "Jordan" es una de las mejores cosas que él ha grabado. Fue también declarado en una entrevista con Marcus Henderson que "Jordan" fue nombrado después de Michael Jordan, del cual Buckethead es un gran fan, haciendo referencias el logo del Jumpman visto en mucho del mercado de Jordan como en el Air Jordan en el calzado.

## Técnica
El riffprincipal de "Jordan" es tocado usando en la mano izquierda hammer-on y pull-off, mientras que la mano derecha de Buckethead usa el Kill Switch. El riff principal de guitarra también cuenta con el uso extensivo de un módulo de sonido de  Digitech Whammy.el fuera de tiempo de las Decimosexta nota del esquema es renmiciente de una de las primeras canciones de Buckethead "Jump Man" (también dedicada a Michael Jordan) y "Night of the Slunk" lanzadas en el álbum Monster and Robots de 1999.

## En la cultura popular
La canción es mencionada en un episodio de South Park "Guitar Queer-O" cuando Stan Marsh le pregunta al Sr. Kincad si Thad puede tocar Buckethead en Nivel Experto